# Cynoscion arenarius
Cynoscion arenarius és una espècie de peix de la família dels esciènids i de l'ordre dels perciformes.

## Morfologia
- Els mascles poden assolir 63,5 cm de longitud total i 2.780 g de pes.[3][4]

## Hàbitat
És un peix de clima subtropical i demersal.

## Distribució geogràfica
Es troba a l'Atlàntic occidental: des de Florida (els Estats Units) i el Golf de Mèxic fins a la Badia de Campeche (Mèxic).

## Observacions
És inofensiu per als humans.